# Samuel Morley (1809-1886)
Pour les articles homonymes, voir Morley.
Samuel Morley (15 octobre 1809 - 5 septembre 1886), est un fabricant de laine anglais et un radical politique. Il est connu comme philanthrope, dissident congrégationaliste et abolitionniste.

## Jeunesse
Il est le plus jeune fils de John Morley, un fabricant de bonneterie avec des locaux à Nottingham qui a ouvert des bureaux à Wood Street, Londres et de Sarah Poulton de Maidenhead . Né à Homerton, dès son plus jeune âge, il travaille pour l'entreprise de son père à Londres. Lorsque son père et ses frères décident de prendre leur retraite, il dirige l'entreprise. En 1860, il est l'unique propriétaire de Londres et de Nottingham, et comme elle devenait rapidement la plus grande du genre au monde, il devient très riche et un employeur modèle.
Il prend une grande résidence à Stamford Hill, Stoke Newington lorsqu'il ne vivait pas à son adresse dans la ville de Londres. Il est membre de la chapelle congrégationaliste King's Weigh House de Thomas Binney à Fish Street Hill, Londres.
Il s'aventure dans l'édition, devenant l'un des propriétaires du Daily News, le principal journal libéral de l'époque. En réduisant son prix, ses pertes se sont transformées en gains et il exerce une plus grande influence.
En tant que libéral, il est l'un des partisans de Gladstone et est élu député de Nottingham en 1865, puis de Bristol (1868-1885).
Plus tard, il est devenu un ardent défenseur de la tempérance.

## Philanthrope et pédagogue
Parfois appelé le "marchand philanthropique", il est suffisamment éminent pour être caricaturé par Vanity Fair (15 juin 1872). Un biographe contemporain, écrit dans le Registre annuel des événements mondiaux, considérait que la postérité se souviendrait de lui comme "l'un des principaux princes marchands et philanthropes du siècle".
Parmi de nombreuses entreprises philanthropiques, Morley dote le Morley College de Londres pour l'éducation des adultes. Il est également trésorier du Homerton College, présidant son inauguration le 20 avril 1852 en tant que nouvelle "Institution de formation du Congregational Board of Education", après l'achat, l'extension et la reconstruction sur le site de l'ancien manoir et des bâtiments de la Homerton Academy.

## Abolitionniste
Il soutient l'abolitionnisme, une cause étroitement associée aux whigs britanniques du XIXe siècle et aux radicaux politiques, puis au parti libéral britannique. Il est devenu trésorier du fonds pour financer Josiah Henson, un esclave américain évadé qui a reçu un soutien en Grande-Bretagne. Josiah Henson a écrit plus tard l'histoire de sa vie de l'oncle Tom: une autobiographie du révérend. Josiah Henson (Mme 'Oncle Tom' de Harriet Beecher Stowe), de 1789 à 1876 . Il contenait une note introductive de Morley et George Sturge (1798–1888) et une préface de Harriet Beecher Stowe.

## Mariage
Morley épouse Rebekah Maria Hope, fille de Samuel Hope de Liverpool. Leur fils aîné Samuel est devenu gouverneur de la Banque d'Angleterre et est élevé à la pairie en tant que baron Hollenden en 1912. Leur fils cadet est le politicien libéral Arnold Morley.

## Mort et commémoration
Il y a une statue de Samuel Morley à Bristol et un deuxième mémorial au-dessus de son lieu d'inhumation dans Dr Watts ' Walk, Abney Park Cemetery, Stoke Newington, Londres. Ce dernier est conçu avec une simplicité élégante, comme une grande tombe surélevée, avec un fronton uni à chaque extrémité car les non-conformistes, même ceux aussi riches que Samuel Morley, résistaient généralement aux monuments ostentatoires.
Un buste de Morley, de Joseph Else, se trouve à l'entrée de la rue Waverley à l'Arboretum, Nottingham avec des lettres sous sa ressemblance le décrivant comme un député, un marchand et un philanthrope.
Une chapelle méthodiste primitive a été érigée en 1889 à Blue Bell Hill, Nottingham, et est nommée en sa mémoire la Chapelle Morley Memorial.